# Mujer montaña
Mujer Montaña es una organización latinoamericana de mujeres deportistas, fundada en 2013.Empezó como una iniciativa binacional pero para 2023 ya tenía presencia en Argentina, Bolivia, Perú, México, Colombia y Venezuela.La organización ha desarrollado diferentes proyectos de deporte recreativo y formativo, así como experiencias de empoderamiento y de cultura de respeto por la naturaleza para mujeres.

## Historia

### Antecedentes
Mujer Montaña tiene su origen en la primera expedición femenina al Nevado de Cachi, en Salta, Argentina, realizada en octubre de 2012. La propuesta reunió a mujeres de diferentes generaciones con el objetivo de ascender esta montaña calchaquí e inspirar a otras mujeres a emprender iniciativas similares, sin importar la etapa de la vida en la que se encontraran. En esta experiencia, liderada por la montañista argentina Griselda Moreno y acompañada por Mercedes López y Mariela del Valle Flores, se inspiró Mujer Montaña.

### Fundación
En junio del 2013, Griselda Moreno y  Denys Sanjnés llevaron adelante la conferencia fundacional y su primer Encuentro Internacional, con epicentro en diversas montañas de Bolivia. El evento se constituyó en  un encuentro-expedición de dos semanas de duración, que permitió el intercambio de saberes, la construcción colectiva de conocimiento y la formación mutua entre mujeres montañistas de distintas latitudes.
Este encuentro se iría consolidando a lo largo de los años, y junto a esa actividad anual se desarrollarían más programas en  diferentes naciones de la región.

Sobre los objetivos y la filosofía de la organización, Griselda Moreno apunta:
"Mujer montaña habla de un concepto muy interior de la mujer que está ligado a eso de lo que nosotras podemos ser capaces. No para pelear de manera feminista por el sillón del director del banco. Mujer montaña apunta a sacar una fuerza interior en femenino, y que nos dice que somos capaces de hacer muchas cosas, de renacer, de revivir"

### Crecimiento regional
A partir de 2014 , se unieron mujeres en cargos directivos y de coordinación de los eventos de Mujer Montaña. Entre ellas, la peruana Lixayda Vásquez, Susana Rodríguez, Yraly Camargo, Mónica Rivas y Rosa Pabón de Venezuela, Yolotzín Medina Carrión y Miriam Díaz de México, Stefi Gailer y Edith Buitrago de Colombia, Juliana García  de Ecuador, Ingrid Lissette Espinosa y Karen Sandoval Imbert de Chile.

## Actividades
Entre las actividades de la organización se encuentran los eventos:
- 2013: Mujer Montaña Bolivia 2013[12]
- 2014: 2º Encuentro de Expedición Femenina de Montañismo y Escalada, Mujer Montaña, Salta.[19][20]
- 2015: Mujer Montaña Perú.[21]
- 2016: Cordillera Quimsa Cruz.[22][23]
- 2018: Mujer Montaña México[13]
- 2022: Mujer Montaña Llullaillaco, Salta, Argentina [24]

- 2022: Expedición de la Cordillera Quimsa Cruz, Bolivia.[25]
- 2023: Mujer Montaña Venezuela 2023.[26][21]
- 2023: Montañas para la vida.[27]

## Premios y reconocimientos
- Mujer Montaña fue declarado proyecto de interés provincial por la Gobernación del Estado de Salta, en Argentina.[28]